# あののオールナイトニッポン0(ZERO)
『あののオールナイトニッポン0(ZERO)』（あののオールナイトニッポンゼロ）は、ニッポン放送で2023年4月5日（4日深夜）から放送されているラジオの生ワイド番組。

## 概要
2023年3月16日に行われた同年度の「オールナイトニッポン」ラインナップ発表記者会見にて、新年度から火曜深夜のオールナイトニッポン0(ZERO)（以下、0(ZERO)）のパーソナリティを担当することが発表された。あのはレギュラーパーソナリティ就任前の2022年1月6日（5日深夜）・5月22日（21日深夜）・12月11日（10日深夜）に0(ZERO)のゲストパーソナリティを担当している。
放送中ではライブ配信アプリ「HAKUNA」（2022年10月 - 2023年9月）、「17LIVE」（2023年10月 - ）でスタジオの様子を生配信するほか、ポッドキャスト、Spotifyで過去の放送の配信も実施している。
オールナイトニッポンのプロデューサーである冨山雄一は起用理由について「過去に3回パーソナリティを担当しているが、反響が大きかった」と説明している。
番組の最後は「出会いがあれば別れもある！笑顔でまた会おう！」と言って締めくくる。これは、単発での放送で放送前にタイムテーブルを事前にTwitterで公開しており、2回目の単発放送回でレインボーのジャンボたかおにタイムテーブルを書いてもらったが、そのタイムテーブルのエンディング部分に「出会いがあれば別れもある！笑顔でまた会おう！」というセリフが書かれているということから採用されたという。
2023年8月9日（8日深夜）の放送は北海道STVラジオ第3スタジオから生放送された。これはエスコンフィールド北海道で行われた北海道日本ハムファイターズ×埼玉西武ライオンズ戦の始球式をあのが務めたことによる。当日は「あのアニ!」以外のコーナーは行われなかった。

## パーソナリティ
- あの

## コーナー
- あのアニ！

あのちゃんに言ってほしい、アニメっぽいセリフを募集するコーナー。採用メールは番組中のCM明けのジングルとして使用される。採用者のラジオネームはエンディングで発表される。
- 生きるのクソヘタ

リスナーから財布は無くすし、服はしわしわのように生きるのがクソヘタなあのちゃんと同じような「生きるのがクソヘタ」なエピソードを募集するコーナー。コーナーを〆る際はあのが偉人の格言を読み上げた後に、あのが選曲した曲が流される。
4月18日、25日の放送分でのみ「au」がコーナースポンサーに就き、採用されたメールの中から「au応援割」のラジオCMに使用された。
- 弾き語り

当初はあのがリスナーからのリクエストから不定期に弾き語りを行うコーナーであったが、現在はミュージシャンのゲストが来た時などに行われている。

### 弾き語り曲リスト
| 第1回  | 4月5日  | 「くだらないの中に」／星野源           |
| 第6回  | 5月10日 | 「二十九、三十」／クリープハイプ       |
| 第15回 | 7月12日 | 「世界が終わる夜に」／チャットモンチー |

| 第52回 | 4月17日 | 「ナイトライダー」／銀杏BOYZ                  |
| 第58回 | 5月28日 | 「青春謳歌 (feat. ano)」／幾田りら            |
| 第72回 | 9月11日 | 「愛してる、なんてね。」「YOU&愛Heaven」／ano |

| 第100回 | 4月9日 | 「この世界に二人だけ」／ano                    |
| 第104回 | 5月7日 | 「手紙 〜拝啓 十五の君へ〜」／アンジェラ・アキ |

## ゲスト及びその他の出演者
- 2023年4月19日（18日深夜） - 霜降り明星[10][11]
- 2023年6月14日（13日深夜） - 出川哲朗[12]
- 2023年6月28日（27日深夜） - 山里亮太（南海キャンディーズ）[注 4][13]
- 2023年7月5日（4日深夜） - 星野源[注 5]
- 2023年8月9日（8日深夜） - 上柳昌彦[注 6]
- 2023年8月30日（29日深夜） - 本田翼[14]
- 2023年10月18日（17日深夜） - ベッキー
- 2023年12月6日（5日深夜） - 佐野瑞樹（フジテレビアナウンサー）[注 7]、東京ホテイソン
- 2023年12月13日（12日深夜） - 尾崎世界観（クリープハイプ）[15]
- 2024年1月17日（16日深夜） - 出川哲朗、堀内健（ネプチューン）、中岡創一（ロッチ）、飯尾和樹（ずん）[注 8]
- 2024年1月31日（30日深夜） - 小宮浩信（三四郎）、ジャンボたかお（レインボー）
- 2024年4月17日（16日深夜） - 峯田和伸（銀杏BOYZ）[注 4]
- 2024年5月29日（28日深夜） - 幾田りら[16]
- 2024年6月12日（11日深夜） - 東野幸治[注 4]
- 2024年6月26日（25日深夜） - 粗品（霜降り明星）[注 9]
- 2024年7月10日（9日深夜） - 安藤なつ（メイプル超合金）[注 4]
- 2024年8月28日（27日深夜） - COCORO、MIU、AYANE（ME:I）[17][注 4]
- 2024年9月18日（17日深夜） - 熊元プロレス（紅しょうが）
- 2024年10月23日（22日深夜） - ファーストサマーウイカ[18]
- 2024年12月4日（3日深夜） - 熊元プロレス（紅しょうが）
- 2024年12月11日（10日深夜） - 遠藤憲一[注 4]
- 2024年12月25日（24日深夜） - 出川哲朗、ジャンボたかお（レインボー）[注 10]
- 2025年1月8日（7日深夜） - バッテリィズ[注 11]
- 2025年2月5日（4日深夜） - マキシマムザ亮君（マキシマム ザ ホルモン）[注 4]
- 2025年3月19日（18日深夜） - 山里亮太（南海キャンディーズ）[注 4]
- 2025年3月26日（25日深夜） - 田中みな実[注 4]
- 2025年4月9日（8日深夜、コメント出演） - 熊元プロレス（紅しょうが）、ジャンボたかお（レインボー）、爆撃竜馬
- 2025年4月23日（22日深夜） - 永野[19]
- 2025年5月6日（7日深夜） - ガク（真空ジェシカ）[注 12]
- 2025年5月20日（21日深夜） - 星野源[注 13]
- 2025年6月10日（11日深夜） - 爆撃竜馬、熊元プロレス（紅しょうが）
- 2025年8月26日（25日深夜） - 早瀬ノエル（FRUITS ZIPPER）[20]

## 代理番組
- 2023年9月13日（12日深夜） - みなみかわ
- 2023年11月1日（10月31日深夜） - MAZZEL
- 2024年1月3日（2日深夜） - 超ときめき♡宣伝部
- 2024年7月17日（16日深夜） - ランジャタイ
- 2024年11月6日（5日深夜） - 平成フラミンゴ
- 2025年1月1日（2024年12月31日深夜） - でんぱ組.inc
- 2025年5月13日（14日深夜） - HANA
- 2025年7月16日（15日深夜） - 紅しょうが（あのが体調不良のため）

## スタッフ
- 構成：高橋亘（トゥルーマン翔）
- ディレクター：金子司

## テーマ曲
- オープニング：ゆらゆら帝国「発光体」
- エンディング：Herb Alpert & The Tijuana Brass「BITTERSWEET SAMBA」

### CMフィラー
- 「半透明少女関係」ZAZEN BOYS
- 「Absolutely Imagination」GEZAN
- 「愛×Happy×クレイジー」アカシック
- 「Nenashigusa」Bacho
- 「ちえのわ feat.峯田和伸」東京スカパラダイスオーケストラ
- 「幸福論」椎名林檎